# 双胜镇 (仪陇县)
双胜镇，是中华人民共和国四川省南充市仪陇县下辖的一个乡镇级行政单位。

## 行政区划
双胜镇下辖以下地区：
双河社区、勇跃村、果园村、永远村、永久村、十一村、群利村、火井村、荣光村、响滩村、高升村、群英村、钟鸣村、金狮村、竞赛村、玉龙村、王家庄村、新民村、双胜村、老坟嘴村、火红村、黄连坝村、任家庵村、龙王庙村和白鹤村。